# West Millgrove (Ohio)
Pour les articles homonymes, voir West Millgrove.
West Millgrove est un village américain situé dans le comté de Wood, dans l'Ohio. Selon le recensement de 2010, sa population est de 174 habitants.